# Сальвини, Антон Мария
Анто́н Мари́я Сальви́ни (итал. Anton Maria Salvini; 12 января 1653, Флоренция — 17 мая 1729, Флоренция) — итальянский филолог греческого происхождения.
Изучал юриспруденцию в университете Пизы, но вскоре после окончания учёбы понял, что ему интересны древние языки. Под опекой Франческо Реди он совершенствовал знания греческого языка и латыни, изучил французский и английский, а также иврит и испанский.
Член Лондонского королевского общества (1716).

## Биография
С 1673 по 1725 год был профессором древнегреческого языка во Флоренции. Свободно владел, по крайней мере, восемью языками, перевёл и прокомментировал античные драмы, оперы и комедии. Также был составителем словаря тосканского диалекта, сочинял стихи.
Сальвини был членом Академии делла Круска, Академии Фиорентины и Академии Апатисти. В 1716 году по предложению Роберта Балле он был избран членом Королевского общества в Лондоне, которое в то время возглавлял сэр Исаак Ньютон.
Итальянский ботаник Пьер Антонио Микели, современник и флорентийский коллега, назвал в честь Сальвини род плавающих папоротников — сальвиния.